# Mikroregion Bananal

Mikroregion Bananal

Mikroregion Bananal – mikroregion w brazylijskim stanie São Paulo należący do mezoregionu Vale do Paraíba Paulista. Ma 2.069,0 km² powierzchni.

## Gminy
- Arapeí
- Areias
- Bananal
- São José do Barreiro
- Silveiras